# جون س. بيلي
جون س. بيلي (بالإنجليزية: John C. Beale)‏ هو مسؤول أمريكي، ولد في 1948 في مقاطعة سينت لويس في الولايات المتحدة.